# Otto Katz

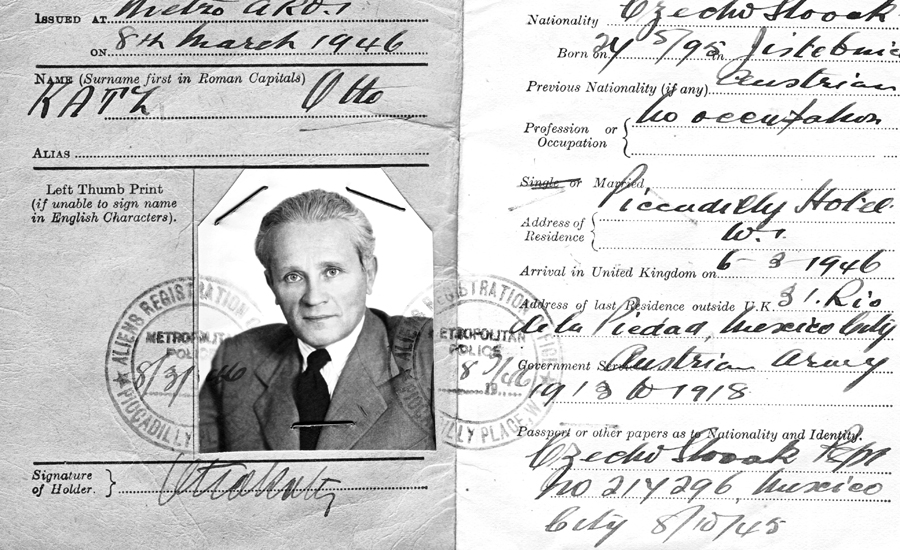
Passaporto britannico del 1946

Otto Katz (Jistebnice, 27 maggio 1895 – Praga, 3 dicembre 1952) è stato uno scrittore e antifascista ceco. Prese parte alla resistenza tedesca contro il nazismo sotto il nome di copertura Breda. Dopo l'esilio nel 1933 scelse lo pseudonimo di André Simone, che mantenne fino alla morte.

## Biografia

### Inizio della professione a Berlino
Otto Katz, appassionato di poesia, si trasferì per motivi di studio dal proprio paese nel sud della Boemia a Praga nell'ambiente di Franz Kafka, Max Brod e del suo futuro collega Egon Erwin Kisch. Quando infine, all'inizio degli anni Venti, si spostò a Berlino era comunista e aderente al KPD. Si mantenne da vivere come critico, potendo così conoscere il Deutsches Theater Berlin diretto da Max Reinhardt, dove avvenne l'incontro con Marlene Dietrich. Divenne direttore editoriale presso un settimanale di sinistra, il Tage-Buch, e successivamente direttore amministrativo nel Theater am Nollendorfplatz di Erwin Piscator. Katz non aveva esperienza di teatro e nonostante fosse responsabile finanziario lasciò che le scelte di Piscator eccedessero il budget del teatro. Piscator fu costretto a chiudere nel settembre del 1929 e riuscì ad ottenere per Katz un posto presso l'editore Willi Münzenberg, di cui divenne il braccio destro. Il suo compito era curare le relazioni con gli intellettuali che simpatizzavano per l'Unione Sovietica, ma non avevano mai pubblicato in una rivista di partito. Sviluppò la Universum-Bücherei für alle, un club letterario per lavoratori ed ebbe successo come autore di propaganda con Neun Männer im Eis. A causa del suo ruolo di direttore nel teatro di Piscator, le autorità lo ritennero responsabile di reato fiscale e Katz rischiò l'arresto. Fu salvato da un intervento di Münzenberg presso lo studio cinematografico di Mosca Meschrabpom, successivamente Gorky Film Studio. Durante questa permanenza si crearono dei contatti con i servizi segreti russi e Otto Katz finì per diventare un funzionario al servizio di Mosca.

### Redazione deiBraunbüchera Parigi
Inviato da Münzenberg nel 1933 in Francia, collaborò alla stesura dei due Braunbücher, tradotti in varie lingue. In questo contesto gli spettò il compito di segretario del cosiddetto comitato Marley (Hilfskomitee für die Opfer des deutschen Faschismus, comitato d'aiuto alle vittime del fascismo tedesco). A Londra fondò il Left Book Club. Nella guerra civile spagnola fu direttore della "Agenzia di stampa spagnola" comunista. Diede vita a una campagna internazionale per la liberazione di Arthur Koestler.

### Esilio messicano
Quando Münzenberg iniziò ad avanzare dubbi sull'operato di Stalin in occasione delle Grandi Purghe, i comunisti tedeschi furono sollecitati ad allontanarsi da lui. André Simone entrò più in contatto con i comunisti cecoslovacchi lavorando per Herbert Ripka nell'ufficio parigino del governo ceco esiliato. Dopo lo scoppio della guerra nel 1939 fu espulso insieme a sua moglie Ilse Katz. Si recò negli Stati Uniti, dove trascorse un anno a New York. Si impegnò assieme a Bodo Uhse per fornire dei passaporti messicani agli intellettuali rimasti nella Francia, ora occupata da Hitler. Alla scadenza del visto ricevette una nuova missione in Messico in qualità di commissario politico. Presso la casa editrice El libro libre, fondata in Messico dagli oppositori nazisti di origine tedesca, continuò la lotta contro la Germania di Hitler e per l'Unione Sovietica.
Nelle divisioni interne tra gli emigrati tedeschi in Messico, si schierò con il gruppo di Paul Merker, con cui collaborava anche il quacchero Noel Field. Pare ebbe un'influenza sulla sensibilità di Merker verso il sionismo, in quanto egli stesso collaborò con l'organizzazione prosionista "Logia Spinoza No. 1176 de Bené Berith". Fu anche l'anonimo redattore capo del mensile in lingua spagnola Tribuna Israelita, pubblicato alla fine del 1944.

### Apice della carriera e stalinismo a Praga
All'inizio del 1946 si recò in Cecoslovacchia per collaborare alla costruzione del socialismo, prima come redattore capo del Rudé Právo, un giornale afferente al Partito Comunista Cecoslovacco. Con la salita al potere del Partito Comunista Cecoslovacco nel 1948, rivestì la stessa funzione presso l'organo di partito ufficiale, il Právo Lidu e successivamente fu messo a capo del reparto stampa del ministero degli Esteri. Come Ebreo, collaboratore di Münzenberg, emigrante dall'Ovest e conoscente di Noel Field, fu oggetto dei processi farsa a scopo propagandistico che Stalin organizzò nelle nuove repubbliche socialiste per scoraggiare coloro che avessero in mente come Tito una via nazionale al socialismo. Fu accusato insieme ad altri compagni prevalentemente di origine ebraica nel processo del novembre 1952. Poiché sapeva che era condannato, confessò i crimini più assurdi e fu comunque torturato. Le sue ceneri furono mischiate alla paglia e al pietrisco sparsi in una via di Praga per la neve. La sua vita passata come Otto Katz fu taciuta in Cecoslovacchia fino al 1989.

## Opere
- Otto Katz: Neun Männer im Eis. Dokumente einer Polartragödie. Berlino 1929. (Sul fallimento della spedizione di Umberto Nobile con il dirigibile Italia e il salvataggio di una parte dell'equipaggio da parte di un rompighiaccio sovietico)
- Otto Katz: Volksbuch 1930. Universum-Bücherei für alle, Berlino 1930. (Con contributi di Egon Erwin Kisch, Willi Münzenberg, Max Hodann, Bert Brecht, Kurt Kersten, Kurt Tucholsky, Upton Sinclair e molti altri. Con illustrazioni di George Grosz, Heinrich Zille, Honoré Daumier, Käthe Kollwitz e altri)
- Bereshnij, Mesheritscher, Sasslawski, Otto Katz e altri (redazione): 15 Eiserne Schritte. Ein Buch der Tatsachen aus der Sowjetunion. Universum-Bücherei für alle, Berlino 1932.
- Braunbuch über Reichstagsbrand und Hitlerterror. Parigi 1933.
- Braunbuch II - Dimitroff contra Göring. Enthüllungen über die wahren Brandstifter. Editions du Carrefour, Parigi 1934.
- Weißbuch über den 30. Juni 1934. Edition de Carrefour, Parigi 1934.
- Andre Simone: J'accuse! The Men Who Betrayed France. The Dial Press, New York 1940.
  - Edizione tedesca: Der Untergang der dritten Republik. Berlino 1948.
- André Simone: Men of Europe. (From the confidential notes of an International Correspondent). Modern Age, New York 1941.
- Schwarzbuch über den Naziterror. El libro libre, Messico (coautore)
- André Simone: La Batalla de Rusia. El libro libre, Messico 1943.